# 機能性胃腸症
機能性胃腸症（きのうせいいちょうしょう、functional dyspepsia：FD）または機能性ディスペプシアは、内視鏡などの検査でも潰瘍などの観察できる異常がないにもかかわらず、胃の痛みや胃もたれ、食後の膨満感、早い満腹感などを感じる症候群。日本の保険診療名となったのは2013年であり、従来は便宜的に「慢性胃炎」などの診断名がつけられた。
機能性胃腸障害（Functional gastrointestinal disorder：FGID）のひとつ。

## 用語
ディスペプシアの語源は、 Bad（Dys） digestion（peptein）を意味するギリシャ語である。

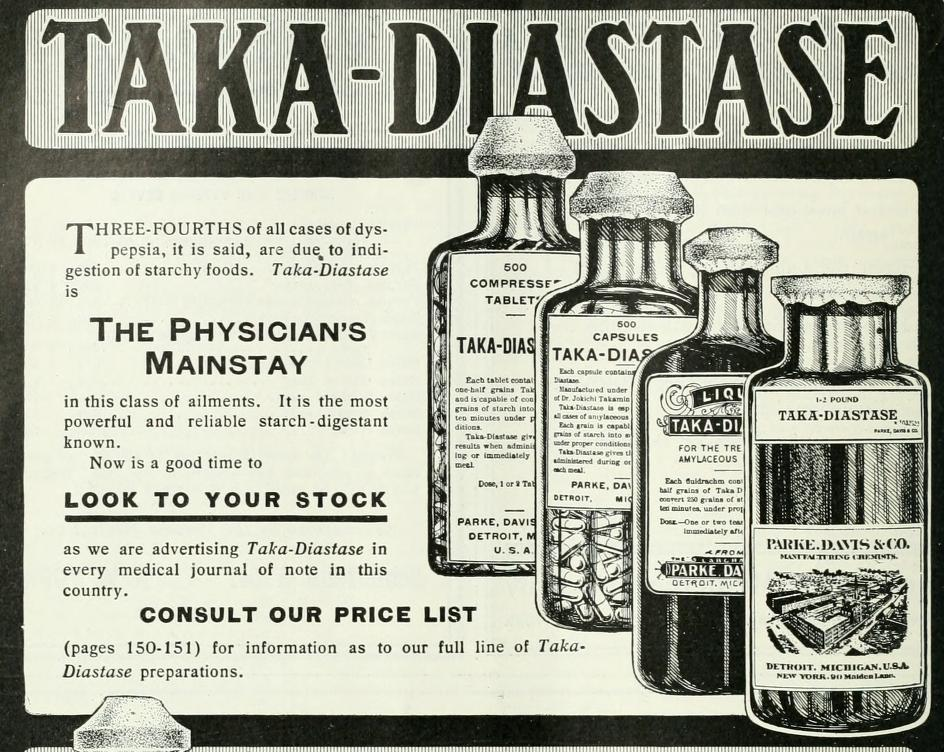
ディスペプシアに消化剤のタカジアスターゼを勧める広告（1905年、アメリカ）

ディスペプシアという用語は、曖昧な意味で様々な腹部症状に対して使用されてきており、解釈は時代ともに変遷してきた。おおよその意味では、お腹の不快な状態、特に胃など消化管の最初のほうの部分に起こる症状で、腹痛、膨満感、胃もたれ、胸やけ（後に除外）、食欲不振、嘔吐といった症状がある状態を指す。1989年にAGAは、器質が原因でない（観察できる異常がない）ものを、non-ulcer dyspepsia（略称NUD、ulcerは潰瘍のこと）とした。
1989年にAGAによるディスペプシアの定義が行われ、食道、胃、十二指腸に由来する、痛み、不快感、胸やけ、嘔吐などの症状とされ、一方、1991年にはROME Iによる定義が行われ、持続的あるいは反復的なそうした症状だとされた。1999年のROME IIでは、逆流や胸やけははっきりと除外されるようになった。2006年のROME IIIの翻訳時に、functional dyspepsiaの日本語訳として、「機能性ディスペプシア」「機能性胃腸症」「機能性上腹部愁訴」が併記された。従来の日本の診断名では、症候性胃炎や神経性胃炎といった診断名に相当する。
2013年に日本の保険診療名として初めて承認され、2014年には日本消化器病学会がFDに関する診療ガイドラインを作成し、一般に公表した。

## ほかの胃炎との関係
正確な慢性胃炎の状態としては、胃粘膜の炎症が確認される必要があり、FDではそういうものが見当たらないが症状がある状態である。従来は、日本では炎症がなくても慢性胃炎だと診断されてきた。従来は、上腹部の不定愁訴は、慢性胃炎、神経性胃炎、そのまま上腹部不定愁訴だと診断してきた。胃けいれん、胃アトニ―、胃下垂といった診断名のこともあった。
慢性胃炎とFDは同一ではなく、慢性胃炎を治療してもディスペプシアの症状が残る場合がある。胃痛が潰瘍など粘膜の炎症によって起きていれば、炎症を治療すれば痛みは消失する。また、胃もたれは食べ過ぎをやめ時間をおけば治る。一方で、機能性胃腸症の場合は胃の運動機能障害であって、抜本的な治療法がない。
一般に器質的疾患である逆流性食道炎は、しばしばディスペプシア症状を呈する。プロトンポンプ阻害薬（PPI）で粘膜障害が治癒してもディスペプシア症状が残ることも多い。このようなケースでは、逆流性食道炎とFDを併発していると考えられ、日本消化器病学会では保険診療上も2つの病名の併記は可能としている。

## 有病率
健康診断受診者の約11-17%、上腹部症状による医療機関受診者の約44-53%が機能性ディスペプシアと診断される。上腹部消化器の病気の中ではごくありふれたものでもある。

## 診断基準
国際的には、1999年にRome II分類が、2006年にRome III分類が提唱され使用されている。日本国内では、Rome III分類を元にして2014年に日本の実態に合わせたガイドラインが策定された。

### RomeIII
RomeIIIによる機能性ディスペプシアの診断準
機能性ディスペプシアの診断基準
機能性ディスペプシアでは以下の1症状以上が存在すること、かつ、症状を説明しうる形態的異常（上部内視鏡検査を含む）がみられないことが満たされなければならない。
- 煩わしい食後膨満感（Bothersome postprandial fullness）
- 早期飽満感（Early satiation）
- 心窩部痛（Epigastricp ain）
- 心窩部灼熱感（Epigastric burning）

診断される6カ月以上前に症状が発現し、診断前の3カ月間に対して基準を満たしていることが必須。
食後愁訴症候群（Postprandial distress syndrome：PDS）の診断基準
PDSでは以下の少なくとも片方の項目を満たさなければいけない。
- 週あたり少なくとも数回、通常量の食後におこる煩わしい食後膨満感
- 週あたり少なくとも数回、通常量の食事を完食することを妨げる早期飽満感
診断される6カ月以上前に症状が発現し、診断前の3カ月間に対して基準を満たしていることが必要支持する基準（Supportive criteria）
  - 上腹部の膨張感（Bloating）あるいは食後の嘔気あるいは極度のげっぷ（Belching）が存在しうる
  - EPSが共存するかもしれない

心窩部痛症候群（Epigastirc Pain Syndrome：EPS）の診断基準
EPSでは以下のすべての項目を満たしていなくてはいけない。
- 週あたりに少なくとも1回、中等度以上の心窩部に存在する痛みあるいは灼熱感（Burning）
- 痛みは間欠的である
- 全身あるいは他の腹部や胸部に存在しない
- 排便あるいは胃腸内のガスの排泄（Passageofflatus）によって軽快しない
- 胆嚢とオッジ括約筋障害の基準を満たしていない
診断される6カ月以上前に症状が発現し、診断前の3カ月間に対して基準を満たしていることが必要支持する基準
  - 痛みはやけるような性質であるかもしれないが、後胸骨部には存在しない
  - 痛みは一般的に食事摂取によって誘発されたり軽快したりするが、空腹時におこることもある
  - PDSが共存するかもしれない

以上『機能性胃腸症の病態』金子宏ほか（2006）より引用
実際には、更に幾つかの条件を加味する。
- NSAIDs、低用量アスピリンの使用者は機能性ディスペプシア患者には含めない[3]。

### Rome II
かつての Rome IIでは「潰瘍症状型」「運動不全型」「特定不能型」に分類されていた。

## 症状
胃もたれ、膨満感、早い満腹感、みぞおちあたりの痛みや不快感が主な症状で、吐き気、嘔吐、げっぷ、体重減少といった症状も起こりうる。

## 原因
心理的ストレス要因と、体（胃を含む）に対する物理化学的ストレスによる身体的要因の、2つの要因があるとされる。発症が何に起因するかは現在いまだ明確にされておらず、精神的・身体的ストレス、過労、緊張状態が長く続くことで胃の諸々の機能が影響を受け、さまざまな症状を引き起こすと考えられている。FDでは偽薬への反応が30-40%と高いため、偽薬効果が大きいと言える。また、ヘリコバクター・ピロリ菌感染やサルモネラ菌感染など感染性胃腸炎が原因となる場合や、生まれつきFDになりやすい体質、アルコール、喫煙、不眠などの生活習慣の乱れ、胃の上部が拡張し変形した瀑状胃など胃の変形が原因の場合などがある。

## メカニズム
もたれ感
通常、胃は食べ物が入ってくると胃の上部を広げできるだけ多くの食べ物を貯留しようとするが（胃適応性弛緩）、FDの患者の場合は胃の上部がうまく広がらず、入ってきた食べ物を胃の中にとどめることができなくなる。このため早期の膨満感や痛みが引き起こされると考えられる。また、十二指腸への排出機能が害される場合は、胃の中に食べ物がとどまっている時間が長くなり、胃もたれを生じる。また胃から十二指腸への排出速度が速くなることで痛みが生じる場合もある。胃の貯留機能と排出機能は本来密接に調整されており、正常な胃の場合は十分な貯留時間をかけ十二指腸へ食べ物が送られるが、貯留機能が害されることで、拙速に食べ物が十二指腸へ胃酸とともに送られるため、十二指腸は胃の排出機能を抑制するような信号を出す。結果、食べ物が胃から排出されなくなり、胃もたれを引き起こす。
知覚過敏
小さな刺激にも反応してしまう知覚過敏の状態では、少量の食べ物が胃に入ることで胃の内圧が上昇することから早期膨満感がもたらされる。最近では胃電図を使った診断が行われることがある。胃は心臓同様に自動能（脳からの指令で活動するが、半分は胃自身の指令で動く）を持つといわれる。検査は、みぞおち周辺に3ヵ所の電極を付け、コンピュータにより解析するもので、通常胃は1分間に3回の規則正しい波形を描くが、FD患者では波形が遅いまたは早い、不規則であるなどの特徴がみられる。胃の運動は1000から7を順番に引き算を繰り返す暗算テストや右手を冷水に浸けるコールドストレスにより容易に変化するが、健常者では胃は素早く反応するものの痛みや不快感は起こらない。しかし、FD患者では、この際に胃の急激な変化とともに患者の常日頃感じている愁訴が出現することが確認できる場合が多い。また、内視鏡を使ったバルーン検査で、胃の中でバルーンを膨らませて行った際に、健常者では相当膨らませても膨満感や不快感が現れないのに、FD患者ではわずかに膨らませただけで症状を感じることが胃電図により判明した。このため、刺激に対する胃壁の閾値が低下している知覚過敏や、中枢（脳）の刺激に対する反応の亢進が疑われ、研究が進められている。
胃酸の逆流
胃酸が十二指腸に逆流することで十二指腸の運動機能の低下をもたらし、胃の知覚過敏を起こす可能性がある。
ヘリコバクター・ピロリとの関係
FDとの関連性が証明はされていないが、FDの患者に除菌療法を行うと、症状が改善する報告がある。2014年のガイドラインでは、H. pylori除菌効果の判定時期については十分なコンセンサスは得られていないとしている。
心因的要因
脳と腸管は相互に密接に関連（脳腸相関）しているため、不安・抑うつ症状、あるいは生育期の虐待歴なども遠因して胃や腸の運動や感覚に異常をきたすことがある。

## 診断
Rome III分類では、辛いと感じる食後のもたれ感、早期飽満感、心窩部痛、心窩部灼熱感のうち一つ以上あり、症状の原因となりうる器質的疾患や胃内視鏡検査での異常がないこと。6ヶ月以上前から症状があり、3ヶ月間はこの診断基準を満たす。と定義されている。問診後、上部内視鏡検査などにより症状の原因となる病態が同定できないとき、暫定的にFDと診断し、治療経過を観察しつつ必要に応じて他の疾患との鑑別を行うために除外診断が追加されることもある。
一般的に、内視鏡検査、腹部X線検査、超音波検査、血液生化学検査、便潜血検査、胃排出能検査、心理テストなどが行われる。近年では胃電図（EGG）を用いる医療機関もある。
日本消化器病学会のガイドラインのFDの診断方法（CQ 3）は、内視鏡検査およびそれ以外の画像検査（上部消化管レントゲン検査）を行うことを推奨している。日本で保険承認されたFD治療薬の添付文書では『上部消化管内視鏡検査等により、胃癌等の悪性疾患を含む器質的疾患を除外すること』となっている。また、同学会では警告徴候を有する場合など、リスクが高いと判断されるケースを除き、内視鏡検査施行間隔は少なくとも1-2年は許容されると考えている。

## 治療
治療としては症状の改善を目指し、ほとんどの治療法は中程度の効果がある。治療に対する偽薬効果の平均は56%と高く、治療効果に相乗的にはたらくと考えられる。生活習慣や食生活の改善、薬物療法、心理療法から選択される。
薬物療法では、胃酸分泌抑制薬、消化管機能改善薬、漢方薬などが選択される。食後の胃もたれや早い満腹感などの食後愁訴症候群に対しては消化管運動改善薬が、食事に無関係の心窩部（みぞおち）の痛みや灼熱感では胃酸分泌抑制薬がまず使用される。
ピロリ菌とFDの関連性は解明されてはいないが、消化不良に関連しやすいので、ピロリ菌が陽性であれば除菌することが合理的である。またピロリ菌の除菌は潰瘍や胃癌のリスクを下げる。

### 生活改善・食事療法
生活習慣の指導として、食生活の改善が提唱され、暴飲暴食をせず規則正しい食生活が推奨される。またストレスの減少と十分な睡眠が必要となる。定期的な運動が推奨される。
きっかけとなりやすい食品は、脂肪分の多い食品、乳製品、アルコール、コーヒー（カフェイン）、赤身肉、炭酸飲料、野菜、辛い食べ物やトウガラシの成分カプサイシン、炭水化物、小麦、柑橘類が挙げられるが、個人差も大きくなんらかの食事療法を推奨するほどの科学的根拠も蓄積されていない。

### 薬物療法

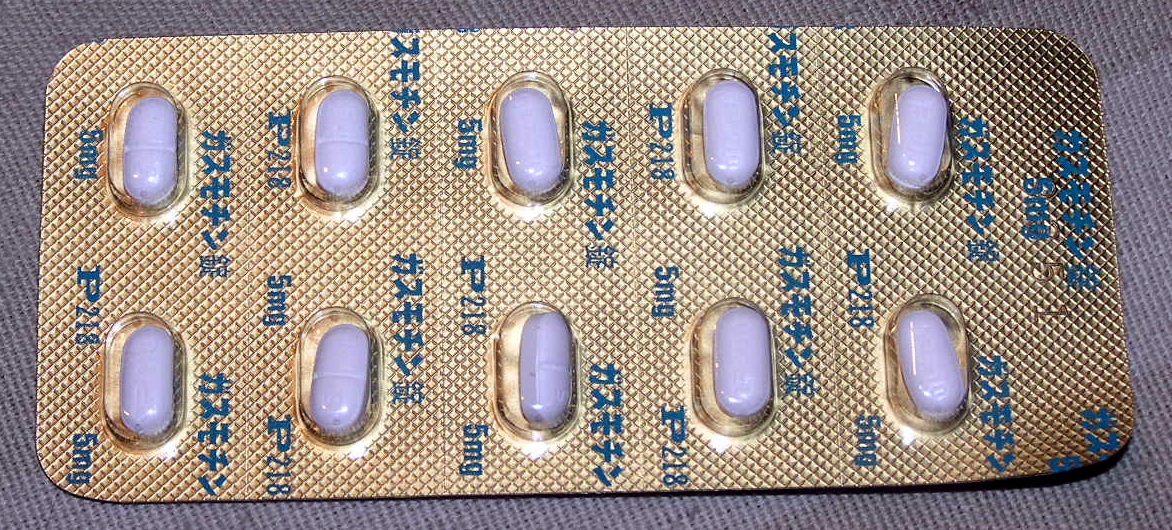

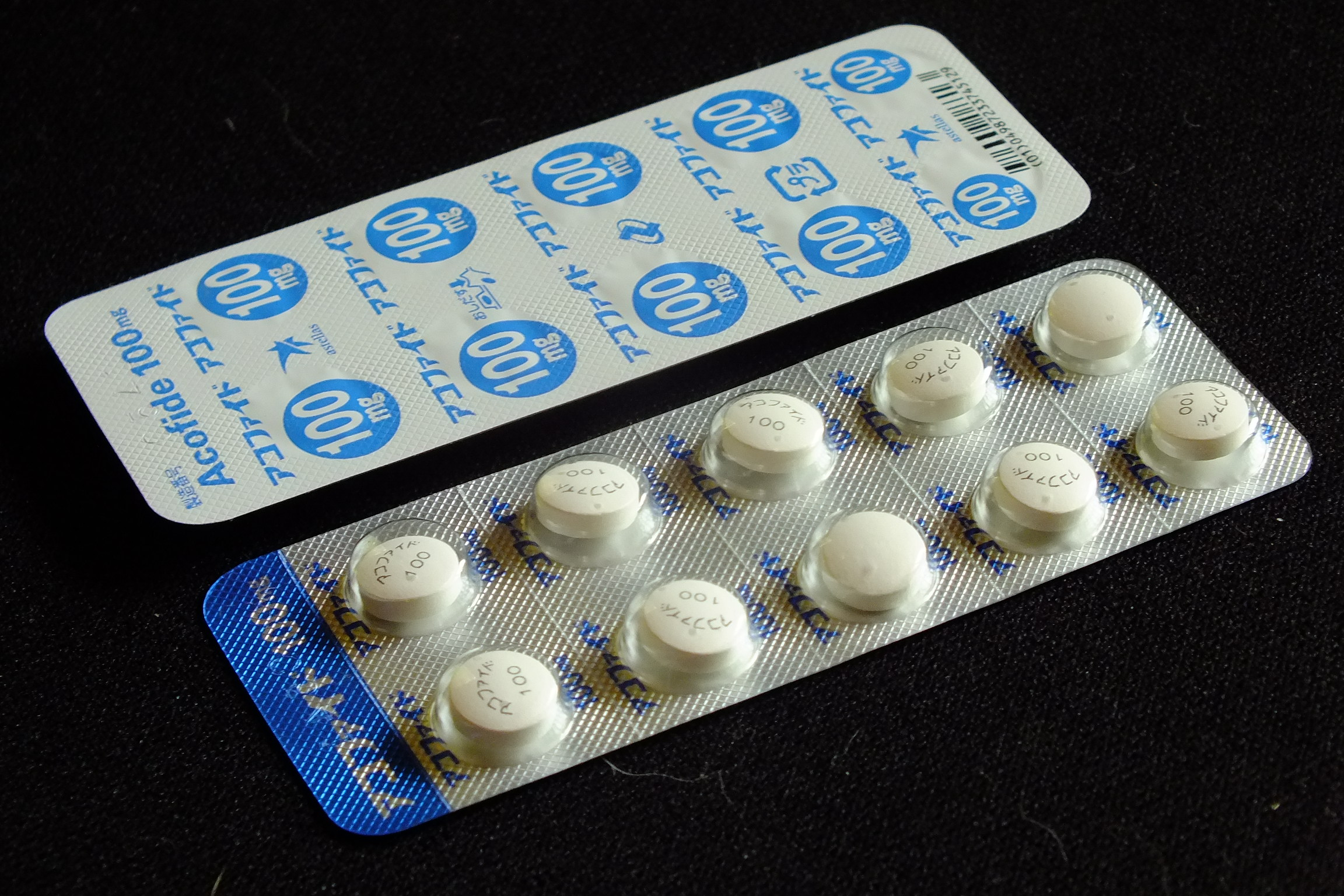
アコファイド®錠100mg（アコチアミド）

日本消化器病学会の2021年のガイドラインでは、酸分泌抑制薬、消化管機能改善薬のアコチアミド、漢方薬の六君子湯の推奨が強いものとなっている。
行われがちだが、薬物の併用を検証した臨床研究はない。イギリスのガイドラインでは、最初の薬物療法は、以下の胃酸を抑える薬や消化管機能改善薬となる。
- プロトンポンプ阻害薬（PPI）とヒスタミンH2受容体拮抗薬（H2ブロッカー）は、ピロリ菌がない場合に考慮され、胃酸の分泌を抑え副作用は少ない[16]。どちらも有効で効果差はない[3]。
- 消化管機能改善薬 - 消化管の運動改善と内臓の知覚過敏を改善する[3]。
  - モサプリドやアコチアミドも使われるが、承認された国が少ないため研究が少なく科学的根拠の質は低い[16]。トリメブチン、メトクロプラミド、ドンペリドン、イトプリド[3]。
- 漢方薬 - 六君子湯ではFDに対する日本での臨床試験がある[3]。心窩部痛症候群に対しては安中散が、食後愁訴症候群に対しては六君子湯が使用される。
- 健胃消化剤は生薬や消化剤を配合。従来、慢性胃炎だと診断していた時代に一般的に利用されていた[7]。今でも使用される場合がある[18]。
- 三環系抗うつ薬など脳神経系の薬は次善の選択肢で、副作用について説明される必要がある[16]。機序は分かっていないが、症状を多少改善させるとされている[9]。

注意
- 非ステロイド性抗炎症薬(NSAID) は消化不良を起こすことがある[16]。アスピリン、イブプロフェンなどは症状を改善しないことが多く、また悪化させることもある[9]。